# Kvällspasset i P4
Kvällspasset i P4 är ett radioprogram i Sveriges Radio P4, underrubriken är Ett nyfiket och underhållande aktualitetsprogram med lyssnaren i fokus. Det sänds normalt vardagar 17:37-18:43.
Programmet leds roterande av olika programledare, sommaren 2024 var de Sao-Mai Dau, Sarit Monastyrski, Johanna Zachhau, Anders Liljeqvist, Christer Lundberg och Rasmus Persson.
Programidén är att lyssnarna ringer in och pratar med programledaren kring ett aktuellt ämne. Detta varvas med musik. Till skillnad mot Karlavagnen är samtalen kortare och lättare i tonen.   
Signaturmelodin är ett kort klipp ur Dreams med Beck.   

## Historik
Programmet började sändas i november 2015 .
När programmet startade alternerade två redaktioner med innehållet, måndag-onsdag sändes programmet från Göteborg och torsdag-fredag sändes programmet från Malmö. Efter ungefär ett år byttes dock detta schema ut mot att sändas från Göteborg större delen av året och från Malmö under sommarmånaderna.

## Podd
Programledaren Christer Lundberg och den tidigare programledaren Morgan Larsson i Göteborgs-redaktionen har tidigare jobbat tillsammans, till exempel Christer och Christer och Morgan rapporterar som sändes i P3. De hade under den tiden börjat sända podcasts av programmet med extra innehåll, från början bara några minuter extramaterial direkt efter programmet. Men med tiden blev "podden" mycket populär bland lyssnarna och efter sommaruppehållet 2014 spelas alltid en "förpodd" in innan programmet och en "efterpodd" efter programmet. 
Eftersom "podden" blev så populär och programledarna tyckte att de som lyssnade på den förtjänade en benämning så skapades "Poddfolket". När programledarna bytte kanal följde konceptet med för- och efterpodd med och är sedan dess en stående punkt i programmet.
Podden har inte sänts sedan hösten 2023.